# Defense Commissary Agency

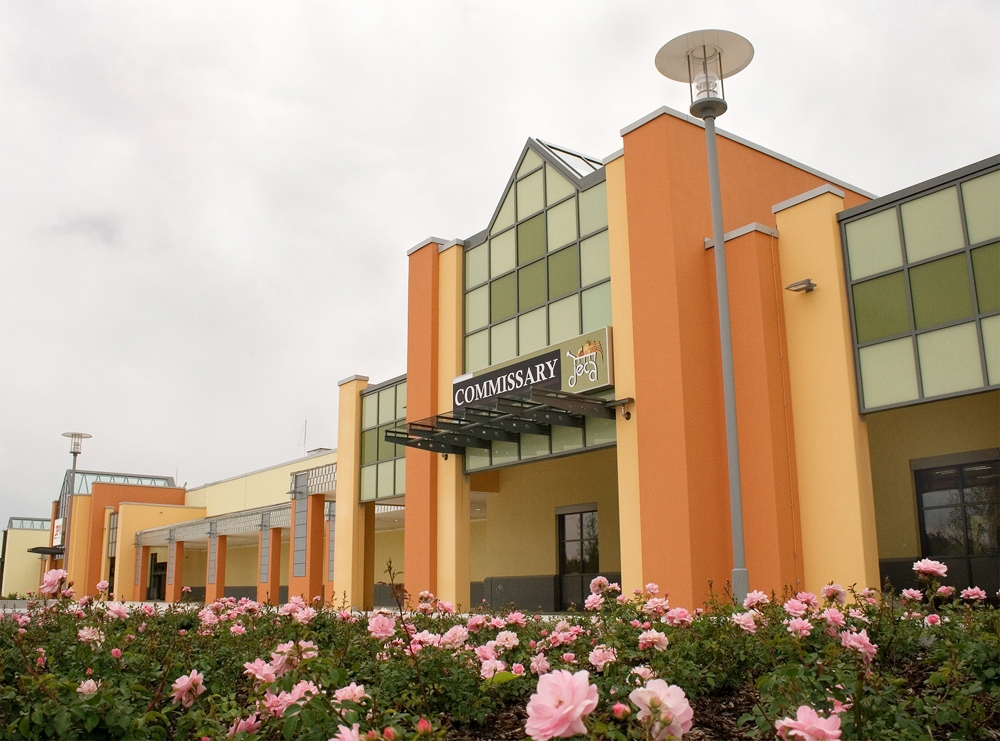
Commissary am US-Army-Standort Grafenwöhr

Die Defense Commissary Agency (DeCA) ist eine zivile Behörde des amerikanischen Verteidigungsministeriums, die weltweit über 260 Lebensmittelgeschäfte (Commissary) für Soldaten der US-Streitkräfte und deren Angehörige unterhält. Verwaltungssitz ist Fort Gregg-Adams.

## Geschichte
Die DeCA begann nach zweijähriger Konsolidierungsphase am 1. Oktober 1991 ihren Betrieb aufzunehmen. Hintergrund war ein über 130 Jahre alter Beschluss des Kongresses, den Soldaten und deren Familien weltweit ein angemessenes Angebot an amerikanischen Waren zu günstigen Preisen zur Verfügung zu stellen. Die Organisation ist inzwischen in drei regional zuständige Unterabteilungen aufgeteilt (DeCA East, DeCA West und DeCA Europe).
Insgesamt beschäftigt die DeCA ca. 18.000 Mitarbeiter und setzte 2005 Waren im Wert von 5,36 Milliarden US-Dollar um.

## Commissaries
Die Lebensmittelgeschäfte (genannt commissaries) sind lediglich für Angehörige der US-Streitkräfte (inkl. Pensionären), deren Angehörige, sowie in Ausnahmefällen die Angehörigen anderer Streitkräfte (NATO-Soldaten) zugänglich. In den meisten Fällen befinden sich die commissaries in unmittelbarer Nähe zu den sogenannten Exchanges, die ebenfalls dem Verteidigungsministerium unterstehen. Im Gegensatz zu diesen verkaufen die commissaries jedoch ausschließlich typische Supermarktwaren, vornehmlich aus dem Lebensmittelsektor. Diese werden zum Einkaufspreis mit 5 Prozent Aufschlag angeboten. Der Aufschlag dient der Unterhaltung und der Infrastruktur der commissaries. Die DeCA wirbt damit, dass sich dadurch für den Verbraucher Ersparnisse von über 30 Prozent gegenüber dem Einkauf in herkömmlichen Geschäften erzielen lassen.